# Almada Negreiros
Pour l’article homonyme, voir Negreiros.
José Sobral de Almada Negreiros (Saudade, São Tomé, 7 avril 1893 — Lisbonne, 15 juin 1970) est un artiste portugais lié au mouvement moderniste. Il s'est illustré aussi bien comme peintre, écrivain, poète, essayiste, dramaturge ou encore comme romancier. Il fut l'un des principaux collaborateurs de la revue Orpheu avec Fernando Pessoa.

## Biographie
Fils d'António Lobo de Almada Negreiros (pt), lieutenant de cavalerie, administrateur de la municipalité de São Tomé et fondateur de divers journaux. Il passe une partie de son enfance à Sao Tomé-et-Principe, terre natale de sa mère, Elvira Freire Sobral Bristot.
Après la mort de celle-ci en 1896, il part vivre au Portugal ; à cette époque, son père est nommé responsable du Pavillon des Colonies lors de l'Exposition universelle de 1900 de Paris, confiant ses enfants, José et António aux soins des jésuites du collège de Campolide (pt).

## Distinctions
- Grand officier de l'ordre de Sant'Iago de l'Épée